# Сбор грибов
Сбор грибов (грибная/тихая охота) — деятельность человека, направленная на поиск и сбор грибов. Является разновидностью собирательства.
Собирание грибов может являться коммерческой деятельностью — для продажи или сдачи на заготовительные пункты, а также это распространённый вид активного отдыха или увлечения.
Для обеспечения безопасности при употреблении найденных грибов требуется умение отличать съедобные грибы от ядовитых.
Яркие грибы, грибы на высокой ножке, грибные семейки хорошо бросаются в глаза. Но многие из них «маскируются» под цвет опавших листьев, «прячутся» в траве, под пеньками, хворостом или лесной подстилкой и становятся заметными только под определённым углом зрения и детальном обследовании конкретного места, в том числе и помощью палки. При обнаружении гриба имеет смысл обследовать местность по методу «раскручивающейся спирали». Если есть признаки дугообразного расположения грибов одного вида, нужно пройти вдоль дуги и обследовать всю окружность, так как есть шанс обнаружить богатый урожаем «ведьмин круг».

## Меры предосторожности при сборе и использовании грибов
Наиболее часто случаются отравления грибами, которые имеют внешнее сходство со съедобными и случайно собираются вместе с ними. Следует помнить, что характерные признаки могут отсутствовать у некоторых экземпляров, например, белые хлопья на шляпке мухоморов могут смыться сильным дождём, шляпка бледной поганки, срезанная у самого верха, не позволяет заметить кольцо.
Грибы могут представлять опасность как аккумуляторы токсичных веществ (тяжёлых металлов, пестицидов, радионуклидов). В частности, не рекомендуется собирать их вблизи автомобильных дорог с интенсивным движением, поскольку из-за активного в прошлом применения этилированного бензина почва в таких местах содержит повышенное количество свинца. Также не рекомендуется собирать грибы возле промышленных предприятий, особенно горно-обогатительных, металлургических и химических, тепловых электростанций, атомных объектов.
Следует избегать сбора старых и подгнивших грибов, они содержат продукты разложения белка.